# Керкинская область
Керки́нская область — административная единица на территории Туркменской ССР, существовавшая в 1943—1947 годах. Располагалась на юго-востоке республики.
Административный центр — город Керки.
Область была образована 29 декабря 1943 года из части Чарджоуской области и состояла из 7 районов: Бурдалыкского, Карлюкского, Керкинского, Кизыл-Аякского, Халачского, Ходжамбасского и Чаршангинского, а также города областного подчинения — Керки.
Область упразднена Указом Президиума Верховного Совета СССР от 23 января 1947 года, все районы отошли Чарджоуской области.
Первый секретарь обкома всё время существования области — Караев Джума Дурды.